# ギブズの自由エネルギー
ギブズ自由エネルギー（英語: Gibbs free energy）は、熱力学や電気化学などで用いられる、等温等圧条件下で非膨張の仕事として取り出し可能なエネルギーを表す示量性状態量である。

## 解説
非膨張の仕事の例としては電池反応による電気的な仕事があり、ギブズ自由エネルギーの減少量は等温等圧条件下で系から取り出し可能な電気エネルギーを表す。なお、IUPACではギブズエネルギー（Gibbs energy）という名称の使用を勧告している。 通常は記号 G で表される。
等温等圧条件下ではギブズ自由エネルギーは自発的に減少しようとする。即ち、Gの変化が負であれば化学反応は自発的に起こる。さらに、ギブズエネルギーが極小の一定値を取ることは系が平衡状態にあることに等しい。
これは、ヘルムホルツの自由エネルギーに関する
等温等積条件下ではヘルムホルツの自由エネルギーは自発的に減少しようとする。即ち、Fの変化が負であれば化学反応は自発的に起こる。さらに、ヘルムホルツの自由エネルギーが極小の一定値を取ることは系が平衡状態にあることに等しい。
と対応している。ウィラード・ギブズに由来する。

## 定義
エンタルピー H、熱力学温度 T、エントロピー S として、ギブズエネルギーは
{\displaystyle G=H-TS}
で定義される。あるいは、ヘルムホルツエネルギー F、 圧力 p、体積 V を用いて
{\displaystyle G=F+pV}
で定義されることもある。内部エネルギーを U とすると、エンタルピーの定義 H=U+pV、或いはヘルムホルツエネルギーの定義 F=U−TS より
{\displaystyle G=U-TS+pV}
が得られる。

## 完全な熱力学関数
熱力学温度 T、圧力 p、物質量 N を変数にもつ関数として表されたギブズエネルギー G(T,p,N) は完全な熱力学関数である。このように見たとき、定義式は完全な熱力学関数としてのエンタルピー H(S,p,N) の S に関するルジャンドル変換
{\displaystyle G(T,p,N)=H(S(T,p,N),p,N)-T\,S(T,p,N)}
と見ることができる。 ヘルムホルツエネルギーを用いた定義では、V に関するルジャンドル変換
{\displaystyle G(T,p,N)=F(T,V(T,p,N),N)+p\,V(T,p,N)}
と見ることができる。
ギブズエネルギー G(T,p,N) の各変数による偏微分は
{\displaystyle {\begin{aligned}\left({\frac {\partial G}{\partial T}}\right)_{p,N}&=-S(T,p,N)\\\left({\frac {\partial G}{\partial p}}\right)_{T,N}&=V(T,p,N)\\\left({\frac {\partial G}{\partial N_{i}}}\right)_{T,p,N_{j}}&=\mu _{i}(T,p,N)\end{aligned}}}

で与えられる。 ここで μi は成分 i の化学ポテンシャルを表す。 従ってギブズエネルギー G(T,p,N) の全微分は
{\displaystyle dG=-S(T,p,N)\,dT+V(T,p,N)\,dp+\sum _{i}\mu _{i}(T,p,N)\,dN_{i}}
となる。この式は化学熱力学の基本方程式と呼ばれることがある。

系のスケール変換を考えると、
{\displaystyle G=\sum _{i}N_{i}\mu _{i}}
の関係が得られる。

## 等温等圧過程
温度 Tex、圧力 pex の環境にある系の状態変化を考える。 等温条件下では定義から
{\displaystyle \Delta G=\Delta H-T_{\text{ex}}\Delta S}
が導かれる。 また、熱力学第二法則から
{\displaystyle Q\leq T_{\text{ex}}\Delta S}
であるが、非膨張仕事がない等圧条件下では系が得た熱がエンタルピーの変化と等しいので
{\displaystyle Q=\Delta H\leq T_{\text{ex}}\Delta S}
となる。これらを合わせると、非膨張仕事がないときには、等温等圧条件から
{\displaystyle \Delta G\leq 0}
が得られる。 等温等圧の条件下では、非膨張仕事がなければ自発変化はギブズエネルギーが減少する方向へ進む。また熱力学的平衡条件はギブズエネルギーが極小値をとることである。

## 平衡定数との関係
定圧定温条件での化学反応における標準反応ギブズエネルギーは標準反応エンタルピーおよび標準反応エントロピーと以下の関係がある。
{\displaystyle \Delta G^{\circ }=\Delta H^{\circ }-T\Delta S^{\circ }}
標準反応ギブズエネルギーと平衡定数Kとの間には以下のような関係がある。ここで R は気体定数である。
{\displaystyle \Delta G^{\circ }=-RT\ln K\iff K=\exp \left(-{\frac {\Delta G^{\circ }}{RT}}\right)}
標準環境温度（25 ℃ = 298.15 K）においては以下のようになる。
{\displaystyle \Delta G^{\circ }/\mathrm {kJ~mol^{-1}} =-5.708\log _{10}K}

また標準電極電位との関係は以下の通りである。ここで n は電池反応の半反応式における電子の化学量論係数、 F はファラデー定数である。
{\displaystyle E^{\circ }=-{\frac {\Delta G^{\circ }}{nF}}}
電池ではギブズエネルギー変化が負の値を取る向きに起電力が発生する。